# Llista de batles de Llubí
Aquesta és la llista de batles de Llubí des de les eleccions municipals espanyoles de 1979:
| Núm. | Legislatura | Batle                                     | Inici del mandat | Fi del mandat |
| ---- | ----------- | ----------------------------------------- | ---------------- | ------------- |
| 1    | I           | Miquel Ramis Ramis (UCD)                  | 1979             | 1980          |
| 2    | I           | Guillem Llabrés Feliu (UCD)               | 1980             | 1983          |
| 2    | II          | Guillem Llabrés Feliu (UM)                | 1983             | 1987          |
| 2    | III         | Guillem Llabrés Feliu (UM)                | 1987             | 1991          |
| 2    | IV          | Guillem Llabrés Feliu (PP-UM)             | 1991             | 1995          |
| 3    | V           | Margalida Miquel Perelló (UM) (1r Mandat) | 1995             | 1999          |
| 4    | VI          | Francesc Bauzà Munar (PSM)                | 1999             | 2001          |
| 3    | VI          | Margalida Miquel Perelló (UM) (2n Mandat) | 2001             | 2003          |
| 5    | VII         | Tomàs Campaner Ferragut (PP)              | 2003             | 2007          |
| 5    | VIII        | Tomàs Campaner Ferragut (PP)              | 2007             | 2011          |
| 6    | IX          | Joan Ramis Perelló (PP)                   | 2011             | 2015          |
| 7    | IX          | Magdalena Perelló Frontera (MÉS)          | 2015             | en el càrrec  |